# Квинт Консидий (народный трибун)
Квинт Конси́дий (лат. Quintus Considius; умер после 476 года до н. э.) — древнеримский политический деятель из плебейского рода Консидиев, народный трибун 476 года до н. э.

## Биография
Консидий, согласно рассказам крупных античных авторов — Тита Ливия и Дионисия Галикарнасского, в 476 году до н. э. стал плебейским трибуном; впрочем, историчность его фигуры современными учёными-антиковедами ставится под сомнение. Если существование этого Консидия реально, то он является самым первым представителем своего рода, чьё имя упоминается в столь ранних описываемых событиях римской истории.
Вместе со своим коллегой по должности Титом Генуцием Консидий обратился в трибутные комиции с просьбой поддержать проект аграрного закона, заодно обвинив только что сложившего с себя консульские полномочия Тита Менения Ланата в гибели Фабиев и потери Кремеры. Поскольку «суд вершило собрание плебеев по трибам, то значительным большинством голосов он был осуждён», несмотря на то обстоятельство, что являлся сыном Агриппы Менения, посланным сенатом в 493 году до н. э. к Авентинскому холму во время первого плебейского исхода из Рима и сумевшим примирить патрициев с плебеями. Не выдержав тяжести вынесенного приговора в виде крупного штрафа (2 000 медных ассов), Тит Менений перестал появляться в общественных местах, заперся в своём доме и вскоре скончался от чрезмерного воздержания в пище.
В письменных источниках имя Квинта Консидия более не фигурирует.